# Телеобектив
Телеобективът е фотографски или кинематографичен обектив с физическа дължина, по-малка от фокусното разстояние.
Това се постига чрез вграждането на специална група от лещи, които удължават пътя на светлината, удължавайки фокусното разстояние. Понякога неточно като телеобективи се определят всички дългофокусни обективи.